# 石狩川 (小説)

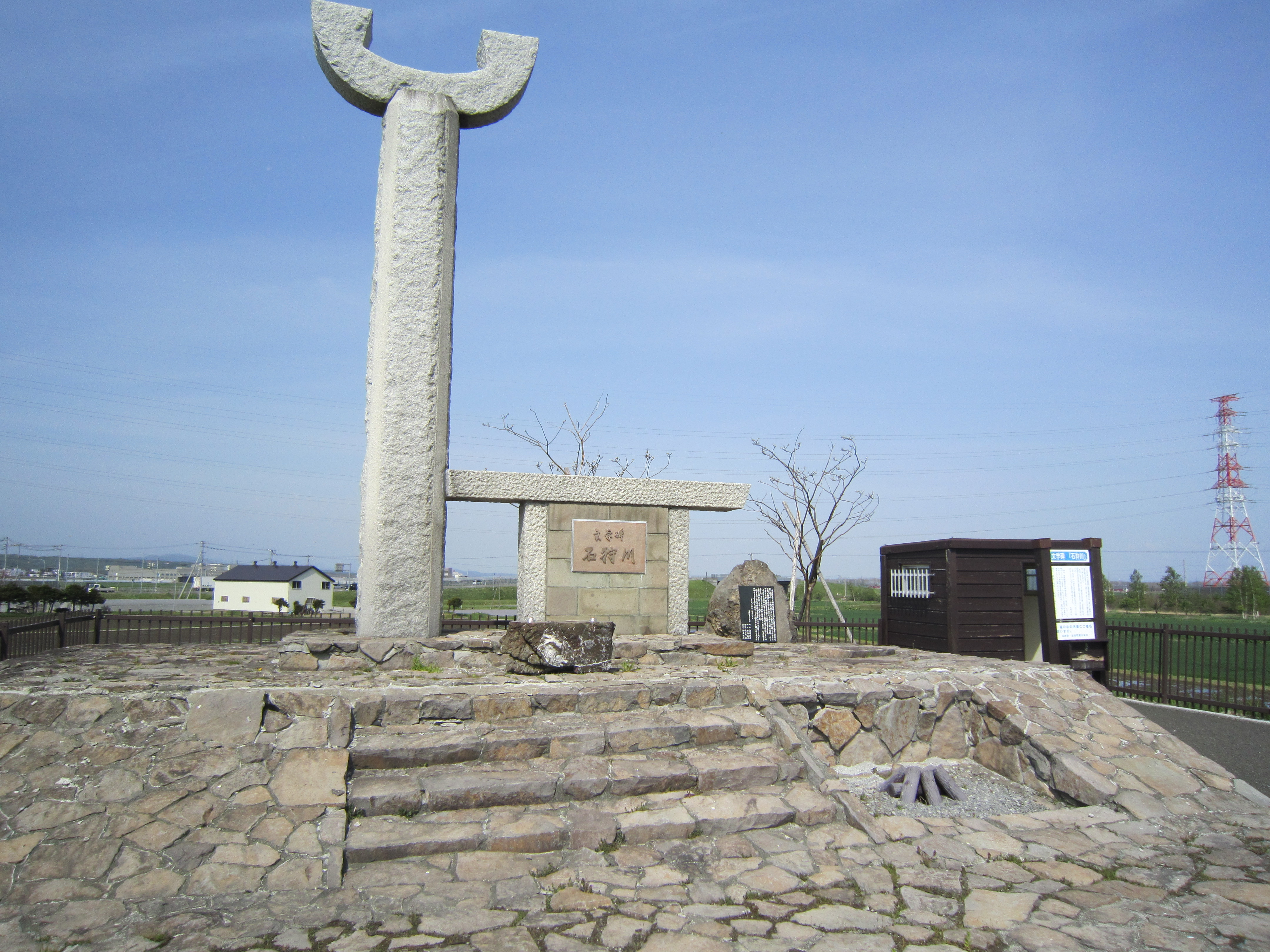
『石狩川』文学碑

『石狩川』（いしかりがわ）は、本庄陸男が1938年から翌年にかけて執筆した、北海道開拓の苦難を描いた長編小説である。
大井広介らの同人誌『槐（えんじゅ）』に1938年9月［1巻3号］から1939年3月［2巻3号］まで連載された。この間、第8回芥川賞（1938年下半期）予選候補に選ばれる。加筆し、後半部を追加した後、1939年5月に大観堂書店から単行本『石狩川』第1部として刊行された。未完のまま作者が病死したとされる。1939年、村山知義の脚色・演出のもとで、新協劇団により舞台化された。戦後も再刊、増刷され、1947年には60版を数えている。
第二次世界大戦直後の占領期に刊行された版は、連合国軍最高司令官総司令部（GHQ）による検閲で、「オロシヤ人の侵略」といった表現が削除・改変されていた。これは戦勝国となったソビエト連邦への配慮とみられる。

## あらすじ
1871年（明治4年）5月、明治政府から開拓の許諾を得た、仙台藩岩出山支藩の家老阿賀妻謙は、藩の家臣たち43世帯161名の人々とともに、北海道開拓に挑む。鬱蒼と生い茂った樹々や藪に阻まれながらの開墾が始まるが、特に家臣が苦しんだのは、氾濫を重ねる石狩川をはじめとする河川との闘いであった。開拓地を巡る役人との折衝、厳しい請負工事の模様なども精巧な叙述によって描かれている。 

## テレビドラマ
本作を原作とするテレビドラマが、1964年2月2日にNHK総合テレビの「こども劇場」で放送された。出演は鈴木瑞穂、武内亨、西国成男ほか。
| NHK総合テレビ こども劇場 | NHK総合テレビ こども劇場 | NHK総合テレビ こども劇場 |
| 前番組                   | 番組名                   | 次番組                   |
| ------------------------ | ------------------------ | ------------------------ |
| 瀧の音                   | 石狩川                   | 人道塾物語               |